# XXX (jeu vidéo)
Pour les articles homonymes, voir XXX.
xXx, selon la graphie de la jaquette, est un jeu vidéo d'action développé par Digital Eclipse et édité par Activision, sorti en 2002 sur Game Boy Advance. Il est adapté du film xXx.

## Accueil
- Dans Jeux vidéo Magazine : 10/20[1].

## Note et référence

### Note
1. ↑  Prononcé « [iks iks iks] » (x x x ou  « triple x).

### Référence
1. ↑  Vincent Oms, xXx : sans signe particulier, octobre 2002, Jeux vidéo Magazine n°25, p. 114.